# Nałęcz II
Nałęcz II – polski herb szlachecki, odmiana herbu szlacheckiego Nałęcz.

## Opis herbu
W polu czerwonym chusta srebrna, ułożona w koło, związana u dołu, z opuszczonymi końcami.
Klejnot: mąż brodaty, w szacie i nałęczce srebrnej, między dwoma rogami jelenimi, trzymający się tych rogów.
Labry: czerwone, podbite srebrem.

## Najwcześniejsze wzmianki
XV wiek. W tym wieku herb pojawił się w pińskiem i wiłkomierskiem. Z XVI wieku pochodzą wzmianki o występowaniu herbu w chełmińskiem

## Herbowni
Lubodziejski, Lubodzieski, Podolski.